# عبد الله زكريا الأنصاري
عبد الله زكريا محمد الأنصاري (1922 - 16 مايو 2006)، شاعر وكاتب كويتي. ولد في مدينة الكويت. درس في المدرسة المباركية. عمل في التدريس، ثم في الحقل الدبلوماسي. بدأ نظم الشعر وهو في السابعة عشرة من عمره، وقد نشر معظم شعره في الصحف السورية والعراقية ومجلة البعثة في القاهرة والمجلات الكويتية. توفي في مسقط رأسه. له مؤلفات عديدة ودواوين شعرية مطبوعة.

## نشأته ودراسته
كان والده إماما لمسجد العبد الرزاق وكان يملك مدرسة لتعليم القرآن والقراءة والكتابة، وقد تعلم في مدرسة والده وكان يشرف عليها أخوه الكبير محمد زكريا الأنصاري وكان يطلق عليها مدرسة الفلاح، وفي عام 1928 التحق بالمدرسة المباركية ودرس فيها لمدة 8 سنوات حتى عام 1936.

## عمله
بعدها بدأ بالتدريس في دائرة المعارف، وتم اختياره للتدريس في المدرسة الشرقية بين عامي 1940م و 1942م. وبعدها ترك التدريس واتجه إلى العمل محاسبا في شركة تموين الأقمشة، ثم عُيِّن رئيسا للمحاسبين منذ عام 1944م وحتى 1948م.
في عام 1950م اختير من قبل مجلس المعارف محاسبا لبيت الكويت في القاهرة، وأقام هناك حتى عام 1960م.
بعد استقلال الكويت تحولت الدوائر إلى وزارات، والتحق بوزارة الخارجية في عام 1962 مع خالد العدساني الذي تم تعيينه سفيرا في القاهرة حتى عام 1965م. عاد بعدها إلى الكويت وتولى إدارة الصحافة والثقافة في وزارة الخارجية حتى تقاعد في عام 1987 وتفرغ بعدها لكتبه وبحوثه بعد أن عمل في الدولة خمسة وأربعين سنة ما بين تدريس والعمل في بيت الكويت في القاهرة ووزارة الخارجية.
كانت له مشاركات في مجلة البعثة الكويتية التي صدرت في عام 1946م عن بيت الكويت في القاهرة، وقد تولى رئاسة التحرير في المجلة عندما غادر عبد العزيز حسين إلى لندن لإستكمال دراسته في أكتوبر 1950م وتوقف في عام 1954م، وقد كتب أيضا في مجلة كاظمة التي تعتبر أول مجلة تصدر وتطبع بالكويت في عام 1948 وكان رئيس تحريرها أحمد السقاف، وفي عام 1968م تولى رئاسة تحرير مجلة البيان حتى عام 1973م.

## مؤلفاته
- فهد العسكر حياته وشعره، (الطبعة الأولى 1956، الطبعة الثانية 1970، الطبعة الثالثة 1972).
- مع الكتب والمجلات، (الطبعة الأولى 1972).
- الشعر العربي بين العامية والفصحى، (الطبعة الأولى 1973).
- الساسة والسياسة والوحدة الضائعة بينهما، (الطبعة الأولى 1975).
- صقر الشبيب وفلسفته في الحياة، (الطبعة الأولى 1975).
- خواطر في عصر القمر، (الطبعة الأولى 1976).
- روح القلم، (الطبعة الأولى 1977).
- حوار المفكرين، (الطبعة الأولى 1978).
- البحث عن الإسلام، (الطبعة الأولى 1979).
- مع الشعراء في جدهم وعبثهم، (الطبعة الأولى 1981).
- حوار في مجتمع صغير، (الطبعة الأولى 1983).
- أدب المعاناة، (الطبعة الأولى 2004).
- من أدب السياسة، (الطبعة الأولى 2005).

## تكريمه
في يوم 18 فبراير 2009م أعلنت رابطة الأدباء الكويتيين عن اتفاقها المبدئي مع وزارة المواصلات على إصدار طوابع بريدية تذكارية تخليدا لذكرى رواد الحركة الثقافية وكان هو من ضمن الأسماء المطروحة.